# 竇景
竇景（？年—92年），扶風郡平陵（今陝西省咸陽西北）人。竇融曾孫、竇憲之弟。

## 生平
永元元年（公元89年），漢和帝即位，竇太后臨朝，竇憲以侍中，內幹機密，出宣誥命。漢章帝遺詔任竇篤為虎賁中郎將，竇景、竇瓌為中常侍，竇氏兄弟都在親信顯要的位置。
竇憲、耿秉聯合南匈奴出擊北匈奴，兵鋒一直抵達燕然山，重創北匈奴而還。竇憲被拜為大將軍封武陽侯，食邑二萬戶。耿秉被封為美陽侯。竇憲辭讓不接受，於是竇篤被任命為衛尉，竇景為執金吾，竇瓌為光祿勳。竇太后下詔命令為竇篤、竇景興建宅第，役使百姓。侍御史何敞上書建言，未被受理。
永元二年（公元90年），詔書封竇憲為冠軍侯，竇篤封為郾侯，竇景為汝陽侯。竇瓌為夏陽侯。唯獨竇憲不肯接受賜封。
竇家權貴顯赫，傾動京都。雖然都驕縱，但竇景最為過份，依仗權勢，公然指使下屬攔路搶劫他人財物，劫救罪犯，民女稍有姿色就強搶。商家都關門，如同躲避仇人。有關部門畏懼，不敢舉奏。竇太后知道後，令謁者免去竇景官職，只以特進入居朝位。
永元四年（公元92年），漢和帝命令逮捕竇憲黨羽，謁者僕射沒收竇憲大將軍印綬，改封為冠軍侯，遣竇憲和竇篤、竇景、竇瓌都回封地。竇憲、竇篤、竇景到封地後，都被迫自殺。